# Normenausschuss Feuerwehrwesen
Der Normenausschuss Feuerwehrwesen (FNFW) im DIN Deutsches Institut für Normung e. V.  ist zuständig für die Erarbeitung von Normen zu Feuerwehr- und Brandschutztechnik auf nationaler, europäischer und internationaler Ebene.

## Geschichte
Der DIN-Normenausschuss Feuerwehrwesen (FNFW) wurde am 20. November 1920 anlässlich der Tagung des „Reichsvereins Deutscher Feuerwehringenieure“ als „Fachausschuss für die Normung der Feuerwehrgeräte (FEN)“ gegründet. 1948 wurde dieser in „Fachnormenausschuss Feuerwehrwesen (FNFW)“ umbenannt. 2020 feiert er sein 100-jähriges Bestehen.
Die Standardisierung im Feuerwehrwesen erhielt einen deutlichen Schub durch ein großes Unglück. 1933 entstand, begünstigt durch eine langanhaltende, regenarme und heiße Wetterphase, in Öschelbronn (Enzkreis) ein Großbrand. Ausgehend von einer Scheune verbreitete sich der Brand innerhalb kürzester Zeit auf das gesamte Dorf. Das Löschen des Brandes wurde angesichts des örtlichen Wassermangels dadurch erschwert, dass die Schlauchkupplungen der badischen Feuerwehren mit den Kupplungen der zu Hilfe eilenden württembergischen Feuerwehren nicht kompatibel waren. Diese Erfahrung sollte zum Beginn der Normierung der Feuerwehrausrüstung führen.
Der FNFW hat sich bereits seit den 1970er Jahren an der europäische Normung im CEN beteiligt. Die Normungsthemen aus dem Feuerwehrwesen waren die ersten mit denen sich das CEN befasste. Dies ist allein daran zu erkennen, dass CEN die europäische Normen in nummerisch aufsteigender Reihenfolge nach dem Zeitpunkt der Projektregistrierung benummert. Die Norm über Brandklassen hat die Nummer EN 2 und die Normenreihen über tragbare Feuerlöscher und Brandmeldeanlagen jeweils die Nummer EN 3 und EN 54.

## Normgebiete
Der Zuständigkeitsbereich erstreckt sich von der Feuerwehrausrüstung über die Feuerwehrfahrzeuge, die Brandmelde- und Löschanlagen sowie Feuerlöschgeräte bis hin zu baulichen Anlagen und Einrichtungen für Feuerwehren und umfasst weiterhin das Gebiet der Sicherheit und des Schutzes des Gemeinwesens.
Der FNFW veröffentlicht die Feuerwehrfahrzeug-Typenliste, welche die charakterisierenden Eigenschaften einschließlich der Gesamtmassenfestlegung der genormten Feuerwehrfahrzeugtypen aufgeführt.

## Organisation
Der FNFW untergliedert sich heute in den folgenden sechs Fachbereiche:
- Fachbereich NA 031-01: Fachbereich Handbetätigte Geräte für die Brandbekämpfung
- Fachbereich NA 031-02: Fachbereich Brandmelde- und Feueralarmanlagen
- Fachbereich NA 031-03: Fachbereich Ortsfeste Brandbekämpfungsanlagen
- Fachbereich NA 031-04: Fachbereich Ausrüstung für die Feuerwehr
- Fachbereich NA 031-05: Fachbereich Sicherheit und Schutz des Gemeinwesens
- Fachbereich NA 031-06: Fachbereich Elektrische Betriebsmittel

Diese Fachbereiche haben ihre speziellen Aufgabengebiete auf einzelne Arbeitsausschüsse verteilt, wie z. B. die Arbeitsausschüsse NA 031-02-05 AA Rauchwarnmelder oder NA 031-04-08 AA Hubrettungsfahrzeuge.